# 愛知県道23号東浦名古屋線

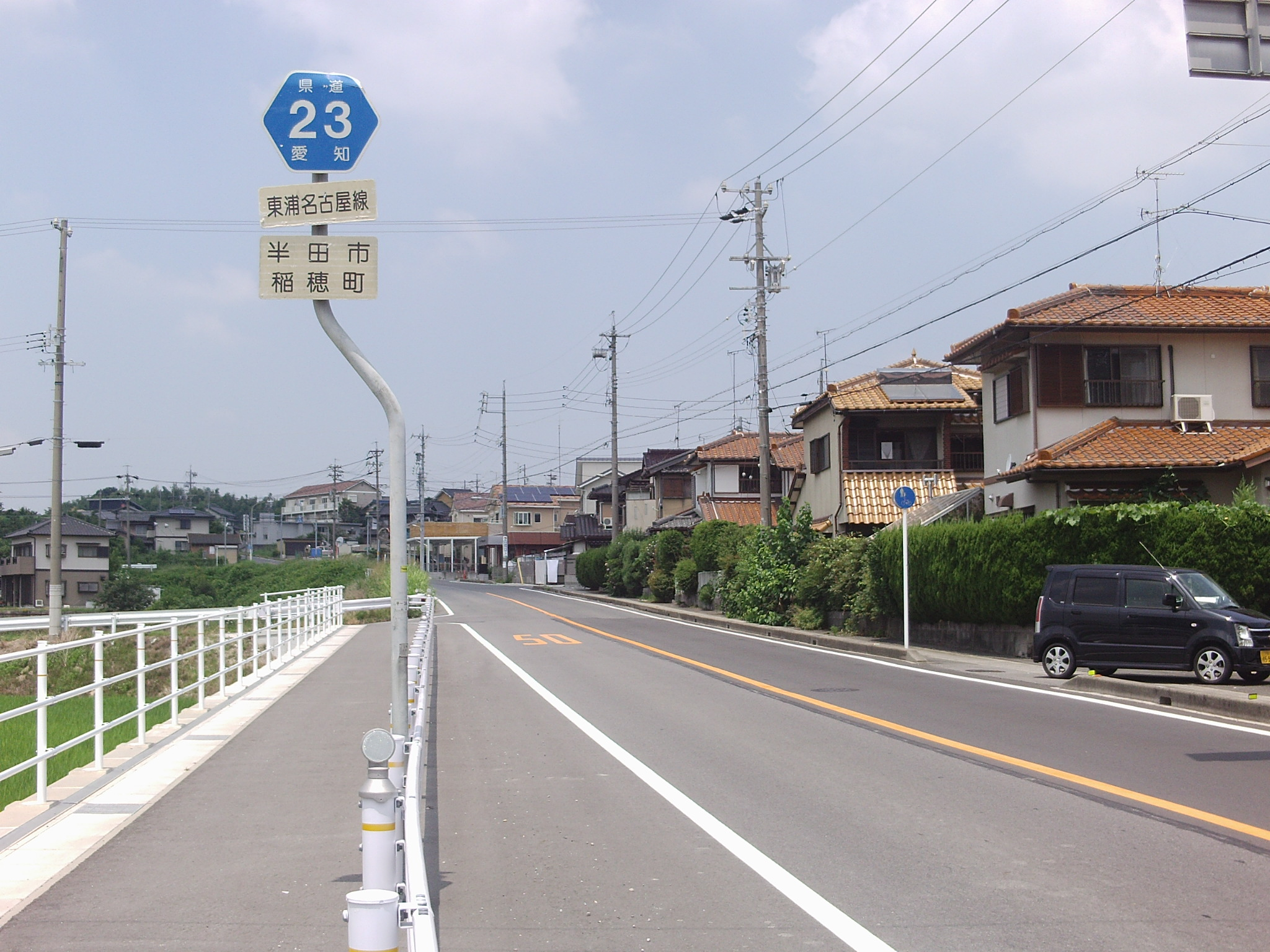
起点付近（知多郡東浦町藤江）

愛知県道23号東浦名古屋線（あいちけんどう23ごう ひがしうらなごやせん）は、愛知県知多郡東浦町から名古屋市緑区に至る主要地方道である。

## 概要

### 路線データ
- 起点：愛知県知多郡東浦町藤江（国道366号交点）
- 終点：愛知県名古屋市緑区大高町（愛知県道50号名古屋碧南線交点）
- 総延長：約21 km

## 沿革
- 1959年12月15日：県道に認定、この時点で大高町は名古屋市に編入される前だったので知多郡の最北部であった。
- 1994年4月1日：主要地方道に昇格すると同時に、愛知県道247号から23号に変更される。現在は247号は欠番である。
- 1997年10月：あいち健康の森公園の開業に伴い、半月町一丁目東交差点～健康の森公園南交差点の区間でバイパスが開通。
- 2024年7月27日：ウド交差点付近～半月町一丁目東交差点の区間でバイパスが開通。当日午前に式典開催を行ったのち、午後から開通した。 [1]

## 地理

### 通過する自治体
- 愛知県
  - 知多郡東浦町
  - 大府市
  - 名古屋市（緑区）

### 交差する道路
- 国道366号（師崎街道）（藤江交差点）
- 愛知県道469号東浦阿久比線（石浜三本松交差点）
- 愛知県道24号知多東浦線（於大公園西交差点 - 猪伏釜交差点 - 緒川姥池交差点で重複）
- 知多半島道路（東浦知多IC）
- 愛知県道252号大府常滑線（米田町交差点）
- 国道155号（宮内町3交差点、バイパス：大府市半月町）
- 愛知県道243号東海緑線（本郷交差点）
- 愛知県道249号長草東海線（本郷交差点付近で重複）
- 愛知県道248号名和大府線（大府市共西町 - 末広交差点で重複）
- 国道302号（名古屋環状2号線）（神戸交差点）
- 国道23号（名四国道）（大高IC南&北交差点）
- 愛知県道50号名古屋碧南線（中屋敷交差点）

### 沿線
- ひがしうらの森
- 県営東浦住宅
- 乾坤院
- 於大公園
- 知多半島道路 東浦知多インターチェンジ
- 知北平和公園
- あいち健康の森公園（バイパス沿線）
- 豊田自動織機長草工場
- 森の里団地
- JR東海道本線 大高駅